# Хетенлајделхајм
Хетенлајделхајм (њем. Hettenleidelheim) општина је у њемачкој савезној држави Рајна-Палатинат. Једно је од 48 општинских средишта округа Бад Диркхајм. Према процјени из 2010. у општини је живјело 3.067 становника. Посједује регионалну шифру (AGS) 7332027.

## Географски и демографски подаци
Хетенлајделхајм се налази у савезној држави Рајна-Палатинат у округу Бад Диркхајм. Општина се налази на надморској висини од 295 метара. Површина општине износи 5,1 km². У самом мјесту је, према процјени из 2010. године, живјело 3.067 становника. Просјечна густина становништва износи 605 становника/km².

## Међународна сарадња
| Мјесто | Држава    | Врста сарадње | Од    |
| ------ | --------- | ------------- | ----- |
| Бланзи | Француска | партнерство   | 1978. |
| Извор  |           |               |       |